# Brand New Heart
Brand new Heart är en sång inspelad av Carola Häggkvist från 1986 och finns på albumet Runaway som utkom 1986. Låten släpptes som andra singel i Sverige och resten av Norden och placerade sig inte på några singellistor. På B-sidan fanns låten Spread your Wings (for your love). Melodin tog sig dock in på Trackslistan.